# Młodzawy Małe
Młodzawy Małe est une localité polonaise de la gmina et du powiat de Pińczów en voïvodie de Sainte-Croix.